# Granville Leveson-Gower (2e comte Granville)
Pour les articles homonymes, voir Granville Leveson-Gower.
Granville Georges Leveson-Gower (11 mai 1815, Londres – 31 mars 1891, Londres), 2e comte Granville, appelé Lord Leveson est un homme politique et diplomate britannique, de tendance libérale, appartenant au courant Whig. Il est très lié avec le premier ministre  William Ewart Gladstone. Il est plusieurs fois Ministre des Affaires Étrangères (entre 1870 et 1885).

## Biographie
Granville George Leveson-Gower, 2e comte Granville est né le 11 mai 1815. Il est le fils de Granville Leveson-Gower, 1er comte Granville et de Lady Harriet Elizabeth Cavendish. Il épouse en premier lieu Marie Louise Pelline von Dalberg, fille d'Emmerich Joseph de Dalberg et de Pelline de Brignole-Sale le 25 juillet 1840, elle-même épouse, puis veuve en 1837 de Ferdinand Dalberg-Acton, conseiller politique du roi de Naples. Marie Louise Pelline von Dalberg et Richard Acton sont les parents de John Emerich Edward Dalberg-Acton (Lord Acton, 1834-1902). Lord Leveson devient ainsi le beau-père de Lord Acton lorsque celui-ci n'a que 3 ans. Cette union reste sans progéniture. Marie Louise Pelline décède en mer en 1860 sur les côtes de la Caroline du Nord à Wilmington (U.S.A.). 
Veuf, il épouse en secondes noces Castila Rosalind Campbell, fille de Walter Frederick Campbell, 5e d'Islay et de Woodhall et Catherine Cole, le 26 septembre 1865, avec laquelle il a cinq enfants. 
Il meurt le 31 mars 1891 à 75 ans. 
L'ancien nom de Vancouver, qui est renommée en 1886, était Granville. Il est conservé pour le quartier sillonné par la rue Granville, Granville Island.